# Insiders
Insiders (The Insiders) è una serie televisiva statunitense, divisa in 13 episodi trasmessi per la prima volta nel corso di una sola stagione dal 1985 al 1986.
È una serie poliziesca incentrata sulle vicende di una coppia di cronisti d'assalto della Florida, Nick Fox e James Mackey, ex truffatore di colore.

## Personaggi e interpreti
- Nick Fox (13 episodi, 1985-1986), interpretato da Nicholas Campbell.
- James Mackey (13 episodi, 1985-1986), interpretato da Stoney Jackson.
- Alice West (13 episodi, 1985-1986), interpretata da Gail Strickland.

## Produzione
La serie fu prodotta da Alfonse Ruggiero. Le musiche furono composte da J. Peter Robinson.

### Registi
Tra i registi sono accreditati:
- Dominic Orlando
- Bobby Roth

## Distribuzione
La serie fu trasmessa negli Stati Uniti dal 25 settembre 1985 al 2 giugno 1986 sulla rete televisiva ABC. In Italia è stata trasmessa su Odeon TV con il titolo Insiders. È stata distribuita anche in Francia dal 25 ottobre 1986.

## Episodi
| Stagione       | Episodi | Prima TV USA |
| -------------- | ------- | ------------ |
| Prima stagione | 13      | 1985-1986    |